# Tapinoma karavaievi
Tapinoma karavaievi är en myrart som beskrevs av Carlo Emery 1925. Tapinoma karavaievi ingår i släktet Tapinoma och familjen myror. Inga underarter finns listade i Catalogue of Life.